# 화타이
화타이(영어: Hawtai)는 베이징시에 본사를 두고 내몽골 어얼둬쓰시와 산둥성 룽청시에 생산 시설을 갖춘 중국의 자동차 제조 기업이었다.